# 膝関節
膝関節（しつかんせつ）は、膝にある関節。膝関節は大腿骨と脛骨と膝蓋骨から成る関節であり、機能的には蝶番関節に近く、構造的には顆状関節に分類される。膝関節の関節半月は線維軟骨で構成される。

## 組織
膝関節を構成する人体の組織には、以下の様な物がある。

### 骨
- 大腿骨
- 脛骨
- 膝蓋骨

### 靭帯
- 前半月大腿靱帯
- 後半月大腿靱帯
- 膝横靱帯
- 前十字靱帯
- 後十字靱帯
- 膝蓋下滑膜ヒダ
- 外側半月
- 内側半月
- 外側側副靱帯
- 内側側副靱帯
- 斜膝窩靱帯
- 弓状膝窩靱帯
- 膝蓋靱帯
- 内側膝蓋支帯
- 外側膝蓋支帯

### 筋肉
- 大腿直筋
- 外側広筋
- 中間広筋
- 内側広筋
- 腓腹筋
- 膝窩筋
- 足底筋

## 動き
大腿骨と脛骨の長軸は外側で170°～175°となっている(生理的外反)。
大腿骨の内・外側顆の関節面は大きさが異なり、形態的には外側顆の方が大きいが、関節面は内側顆の方が広い。大腿骨の関節面は、前後方向の距離にして脛骨の関節面の２倍以上の長さがある。そのため、膝関節の動きとしては屈伸運動と回旋運動を行なう螺旋関節となっている。
屈伸運動は大腿骨の脛骨上の転がり運動と滑り運動による複合運動である。完全伸展位から屈曲初期には転がり運動のみであるが、徐々に滑り運動も加わり、最終的には滑り運動のみとなる。
- 屈曲と伸展
- 内旋と外旋

## 病気
膝関節に起こる主な病気には以下のようなものがある。
- 変形性膝関節症